# كاتسوراغي (نارا)
مدينة كاتسوراغي (بالإنجليزية: Katsuragi)‏ هي أحد المدن التابعة لمحافظة نارا. تأسست رسميًا في 01/10/2004. ويقدر عدد سكانها بـ 35194 نسمة حسب تقدير مكتب الإحصاء الياباني لعام 2012. تبلغ مساحة كاتسوراغي 33.73 كم2. بكثافة سكانية تبلغ 1043 نسمة/كم2.